# Valentyn Sypavin
Valentyn Sypavin (ukrajinsky: Валентин Сипавін, rusky: Валентин Сипавин (Valentin Sipavin); * 3. srpna 1983 Charkov) je ukrajinský horolezec a reprezentant v ledolezení, vicemistr světa v ledolezení na obtížnost, mistr Ukrajiny v ledolezení na obtížnost i rychlost.

## Výkony a ocenění
- vicemistr světa v ledolezení (obtížnost)
- 2016: mistr Ukrajiny v ledolezení (obtížnost i rychlost)[2]

## Závodní výsledky
| Mistrovství světa v ledolezení | Mistrovství světa v ledolezení | Mistrovství světa v ledolezení | Mistrovství světa v ledolezení |
| Rok                            | 2013                           | 2015                           | 2017                           |
| ------------------------------ | ------------------------------ | ------------------------------ | ------------------------------ |
| Obtížnost                      | 2                              | 4                              | 6                              |

| Světový pohár v ledolezení | Světový pohár v ledolezení | Světový pohár v ledolezení | Světový pohár v ledolezení | Světový pohár v ledolezení | Světový pohár v ledolezení | Světový pohár v ledolezení | Světový pohár v ledolezení |
| Rok                        | 2012                       | 2013                       | 2014                       | 2015                       | 2016                       | 2017                       | 2018                       |
| -------------------------- | -------------------------- | -------------------------- | -------------------------- | -------------------------- | -------------------------- | -------------------------- | -------------------------- |
| Obtížnost                  | 4                          | 3                          | 6                          | 4                          | 9                          | 10-11                      | —                          |
| jednotlivě*                | 4,,15,,9                   | ,,6,6,4                    | 4,6,-,7,6                  | 6-8,2,8,4,-,5              | 14,4,-,9                   | 4,17,5,28,17               | —                          |

* poznámka: napravo jsou poslední závody v roce
| Mistrovství Evropy v ledolezení | Mistrovství Evropy v ledolezení | Mistrovství Evropy v ledolezení | Mistrovství Evropy v ledolezení | Mistrovství Evropy v ledolezení |
| Rok                             | 2012                            | 2014                            | 2016                            | 2018                            |
| ------------------------------- | ------------------------------- | ------------------------------- | ------------------------------- | ------------------------------- |
| Obtížnost                       | 3                               | 5                               | 7                               | —                               |

| Evropský pohár v ledolezení | Evropský pohár v ledolezení |
| Rok                         | 2018/2019                   |
| --------------------------- | --------------------------- |
| Obtížnost                   | 24                          |
| jednotlivě*                 | -,-,-,6                     |

* poznámka: napravo jsou poslední závody v roce
| Mistrovství Ukrajiny v ledolezení | Mistrovství Ukrajiny v ledolezení |
| Rok                               | 2016                              |
| --------------------------------- | --------------------------------- |
| Obtížnost                         | 1                                 |
| Rychlost                          | 1                                 |